# Ulica Borzymowska w Warszawie

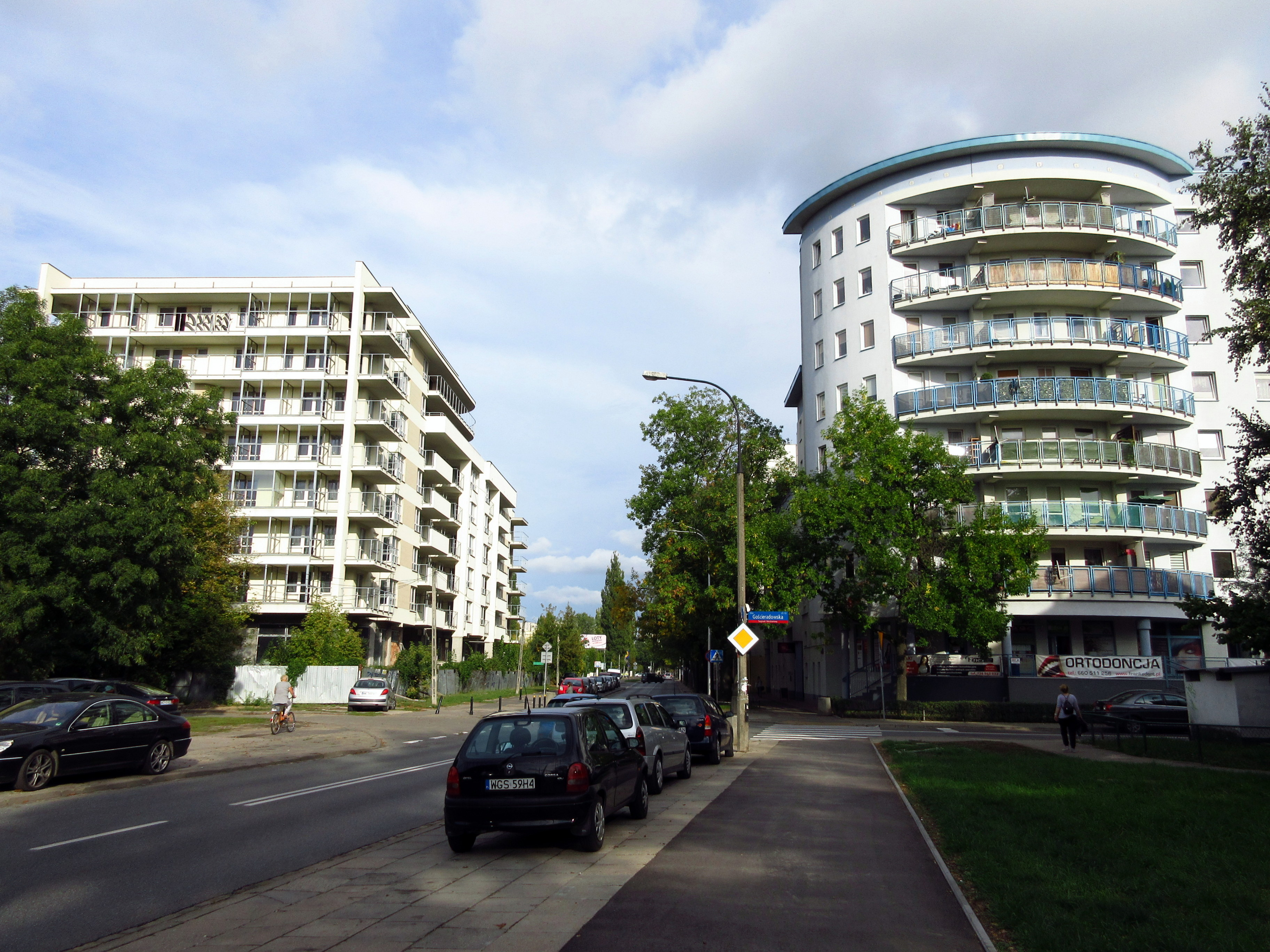
Ulica Borzymowska u zbiegu Gościeradowskiej. Widok na bloki pod nr 34/36 oraz 43.

Ulica Borzymowska w Warszawie – jedna z ulic Targówka Mieszkaniowego, biegnąca od ulicy św. Wincentego do ulicy Trockiej.

## Historia
W XVIII wieku, w rejonie dzisiejszej ulicy Borzymowskiej, znajdowała się austeria, widoczna na planie z 1779 roku. Obiekt został spalony w czasie Powstania Kościuszkowskiego. Ulica została wytyczona na terenie kolonii Adolfówka należącej do Adolfa i Gustawa Dirksów. Pierwotnie nosiła nazwę Łączna i jako przecznica ulicy św. Wincentego dochodziła do wysokości dzisiejszej ulicy Gościeradowskiej. Obecna nazwa po raz pierwszy pojawiła się na planie Warszawy w 1920 r..
W 1930 r. przy ulicy znajdowały się jedynie 2 posesje pod nr 3 i 4 w rejonie ulicy św. Wincentego (kolonie: Kwiecieniówka i Bronusin). Na mocy uchwalonego w 1931 r. przez warszawski magistrat planu regulacyjnego dzielnicy, ulica została przedłużona do Trockiej. Parcelacja i zabudowa arterii postępowała intensywnie zwłaszcza po przedłużeniu linii tramwajowej do pobliskiego cmentarza Bródnowskiego w 1933 r. W 1936 r. do warszawskiego magistratu wpłynął niezrealizowany projekt Związku Stowarzyszeń Przyjaciół Wielkiej Warszawy w sprawie przedłużenia linii tramwajowej z cmentarza Bródnowskiego przez Borzymowską i Trocką do Radzymińskiej lub zastąpienie jej komunikacją autobusową. Z ramienia Towarzystwa Opieki nad Zwierzętami na skraju obecnych ulic Borzymowskiej i Trockiej powstało pierwsze schronisko dla psów, kotów i chorych koni. Donatorem placówki był lokalny właściciel ziemski Adolf Hipsz (Hibsz/Hubsch/Hiebsch) powszechnie zwany Hipciem. Schronisko zostało zniszczone w czasie walk we wrześniu 1939 r.
Do 1939 r. zabudowana została niemal cała nieparzysta strona ulicy. Parzystą zajmowały ogródki warzywne i pola uprawne, widoczne na niemieckich zdjęciach lotniczych z 1944 r. W czasie powstania warszawskiego na ulicy trwały zaciekłe walki, czego pozostałością były ślady po kulach na fasadach kamienic pod nr 11a i 13 (zasłonięte w 2009 r.).

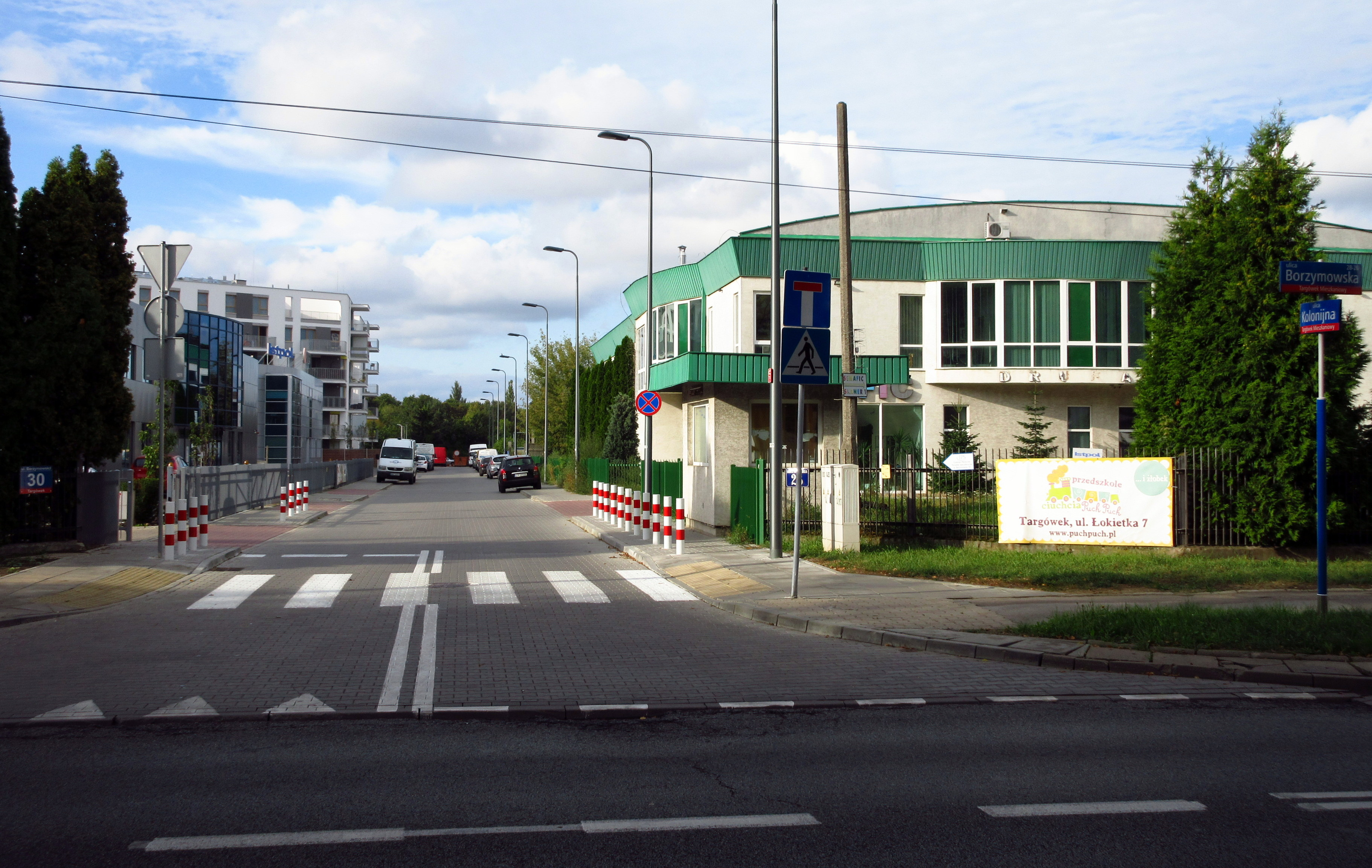
Ulica Borzymowska róg Kolonijnej.

W 1945 r. pod numerem 34/36 wzniesiono barak obmurowany cegłą, w którym uruchomiono pierwszą nową szkołę w powojennej Warszawie. W 1963 r. placówkę przeniesiono na ulicę Olgierda. W okresie PRL przy ulicy uruchomiono dwa zakłady przemysłowe: fabrykę zabawek i fabrykę galanterii metalowej Polam-MEOS (nr 26), która produkowała również lampy i żyrandole stylowe. Budynek został zburzony w 2006 r. pod budowę marketu Lidl. Pod nr 45 znajdowała się stolarnia mechaniczna Zjednoczenia Budownictwa Miejskiego nr 4. W 1993 r. pod nr 30 powstała firma „Hako” specjalizująca się w hafcie komputerowym, a w 2000 r. pod nr 28 drukarnia „Semafic”. W 2003 r. rozpoczęto budowę wieżowca Targówek Plaza (nr 43), który zapoczątkował nowe inwestycje mieszkaniowe na ulicy. W 2007 r. zburzono barak szkolny pod nr 34/36 pod nowe osiedle mieszkaniowe. Ze względu na upadłość firmy deweloperskiej odpowiedzialnej za inwestycję, budynki nie zostały ukończone.